# ペンタデカスロン

ペンタデカスロンの変化の様子

ペンタデカスロン (pentadecathlon) は、ライフゲームに出てくる振動子 (oscillator) の1つである。この振動子の周期は15なので、十五種競技を意味するこの名前がついた。この物体が自然に生まれる可能性は、ブロックの1万分の1以下で、中量級宇宙船、長いへび、ヘキサデシマル、時計などと同程度である。

## 生成
ペンタデカスロンを作るにはいくつかの方法がある。1つは、10個のピクセルを1列に並べた形である。ほかの方法は、Tテトロミノを信号灯 (traffic light) を作れないくらい近づけたときにできる。
ちなみに、もう1ピクセル間隔を広げると、パルサー (pulsar) ができる。

## 周期が60+120nの振動子
ペンタデカスロンに、あるタイミングでグライダーを衝突させると、少し軸がずれて元の方向に反射される。下の図の左側で、衝突寸前になっている。下の図のように、もう一つのペンタデカスロンを置くと、そちらでも反射して、周期60の振動子になる。
ペンタデカスロンの周期は上であげたように15である。また、グライダー (glider)の周期は4である。そのため、その最小公倍数である60世代の倍数で移動する距離を、ペンタデカスロンの間隔とすることができ、往復ぶんで120世代となることから、60+120nである180、300などの周期で振動させることもできる。
ライフゲームにおいて、いくらでも周期が長い振動子を作ることができる、という例になっている。これを高速なコンピュータで見ると、まるで卓球のように見える。